# Adolars phantastische Abenteuer
Adolars phantastische Abenteuer (ungarisch Mézga Aladár különös kalandjai, wörtlich Adolar Mézgas phantastische Abenteuer) ist eine ungarische Zeichentrickfilmserie aus dem Jahr 1973 von József Romhányi und József Nepp, die im Pannónia Filmstúdió in Budapest produziert wurde. Sie schließt thematisch und personell weitestgehend an die Zeichentrickserie Heißer Draht ins Jenseits an.
Für das DDR-Fernsehen wurde die Serie von der DEFA synchronisiert. Es existiert auch eine westdeutsche Synchronfassung der Bavaria Film unter dem Titel Archibald der Weltraumtrotter. Hier wurden alle 13 Folgen gezeigt, während in der DEFA-Fassung eine Folge ausgelassen wurde. Im Februar 2004 wurden die zwölf Folgen der DEFA-Fassung auf DVD veröffentlicht.

## Handlung
Der 12-jährige Adolar ist ein Genie. Abends holt er aus seinem Geigenkasten ein aufblasbares Raumschiff, das „Gulliverkli“, in dem er zu fremden Planeten fliegt. Fast immer mit dabei ist sein sprechender Hund Schnuffi.
Allen Folgen ist die feine Ironie und versteckte Gesellschaftskritik der osteuropäischen Filmemacher zu eigen.

## Synchronisation
| Rolle         | Original Sprecher | 1. Synchro (DDR)     | 2. Synchro (BRD)      |
| ------------- | ----------------- | -------------------- | --------------------- |
| Adolar Mézga  | Attila Némethy    | Joachim Siebenschuh  | Pierre Peters-Arnolds |
| Christa Mézga | Margit Földessy   | Helga Sasse          |                       |
| Géza Mézga    | Endre Harkányi    | Helmut Müller-Lankow |                       |
| Nachbar Máris | Nándor Tomanek    | Wolfgang Lohse       |                       |
| Paula Mézga   | Illona Győri      | Evamaria Bath        |                       |
| Schnuffi      | Ottó Szabó        | Holger Mahlich       |                       |

## Episodenliste
| Folge | Original-Titel   | Titel (DDR)                 | Titel (BRD)                  |
| ----- | ---------------- | --------------------------- | ---------------------------- |
| 1     | Második dimenzió | Zweite Dimension            | Zweite Dimension             |
| 2     | Mesebolygó       | Märchenplanet               | Der Märchenplanet            |
| 3     | Dilibogyó        | Der verrückte Planet        | Im Zentrum des Wahnsinns     |
| 4     | Masinia          | Maschinenwirtschaft         | Die Macht der Roboter        |
| 5     | Musicanta        | Musikanten                  | Phonoterror                  |
| 6     | Krimibolygó      | Der Krimiplanet             | Kosmoskrimi                  |
| 7     | Varia            | Planet Phantasia            | 100.000 Variationen          |
| 8     | Rapidia          | Planet Rapidia              | Der Sonnenflitzer            |
| 9     | Superbellum      | (fehlt in der DEFA-Fassung) | Der Superkampfplanet         |
| 10    | Őskorban         | Verirrt in der Urzeit       | Zurück in Urzeiten           |
| 11    | Luxuria          | Planet Schlaraffenland      | Flucht aus der Luxushölle    |
| 12    | Syrének bolygója | Planet der Langeweile       | Panik in der Unterwasserwelt |
| 13    | Anti-világ       | Planet Kuriosum             | Ein Planet steht Kopf        |

## Die Mézga-Serienreihe
Adolars phantastische Abenteuer sind Bestandteil einer Reihe von drei Serien  über die Familie Mézga/Metzger (ung. Mézga család). Jede Serie besteht aus jeweils 13 Folgen à 24 Minuten. Die Serienreihe genießt vor allem in Ostdeutschland (hier mit Ausnahme der damals von der DDR nicht eingekauften dritten Serie) sowie in Ungarn, Tschechien, der Slowakei, Brasilien und Italien Kultstatus und wird dort im Fernsehen regelmäßig wiederholt. Die dritte Serie wurde erst Anfang der 90er nach der Wiedervereinigung bei Tele 5 in der Sendung Bim Bam Bino auf Deutsch ausgestrahlt.
Die einzelnen Serien tragen international folgende (recht unterschiedliche) Titel:
- Heißer Draht ins Jenseits (ungarischer Originaltitel Üzenet a jövőből – A Mézga család különös kalandjai, tschechisch Odkaz budoucnosti aneb Podivuhodná dobrodružství rodiny Smolíkovy, slowakisch Miazgovci I, englisch The Mézga family). In dieser Serie gelingt die Kontaktaufnahme mit einem Nachkommen der Mézgas aus dem 30. Jahrhundert.
- Adolars phantastische Abenteuer (DDR)/Archibald, der Weltraumtrotter (BRD) (ungarischer Originaltitel Mézga Aladár különös kalandjai, tschechisch Podivuhodná dobrodružství Vladimíra Smolíka, slowakisch Miazgovci II, englisch The Adventures of Aladár Mézga). Adolar fliegt mit einem aufblasbaren Raumschiff zu verschiedenen Planeten.
- Die Abenteuer der Familie Mézga (ungarischer Originaltitel Vakáción a Mézga család, tsch. Podivuhodné prázdniny rodiny Smolíkovy, slow. Miazgovci na cestách). In dieser Serie geht die ganze Familie auf Einladung von Pisti Hufnágel auf eine Weltreise. Die Handlung ist durchgehend.